# 文学界 (明治)
『文學界』(ぶんがくかい）は、1893年（明治26年）1月から1898年（明治31年）1月まで58冊発行された、明治期のロマン主義の月刊文芸雑誌。ほかに、臨時増刊の『うらわか草』（1896年5月）が1冊ある。北村透谷、島崎藤村、平田禿木、樋口一葉、上田敏、田山花袋らが書いた。
1933年（昭和8年）に小林秀雄らを同人として創刊された文學界とは、題名以外に直接の繋がりはない。

## 歴史
創刊時の同人は、星野天知（当時31歳）・戸川秋骨（22歳）・島崎藤村（21歳）・平田禿木（20歳）らで、間もなく馬場孤蝶（24歳）・上田敏（19歳）が加わり、北村透谷（25歳）・樋口一葉（21歳）・戸川残花（38歳）、遅れて、田山花袋・松岡国男・大野洒竹らも書いた。経営・編集には星野天地が当たり、弟の星野夕影が手伝った。北村透谷が同人だったかには論があるが、初期の重要な執筆者ではあった。
彼等の多くが、プロテスタントの洗礼を受け、或いは影響を受け、西欧の文化を覗いていた。巌本善治の明治女学校の講師を勤め、巌本の『女学雑誌』
に書いてもいた。そして、神のしもべを勤めるより己の哀歓に忠実でありたい文学青年たちに、キリスト教的人間観で女性の啓蒙に取り組む巌本は次第に煙たく、巌本も、傘下で勝手に書かれるのは迷惑で、文学界創刊の運びになったと、いえる。
『女学雑誌』からの分家ではなく、女学雑誌社の投稿雑誌、『女学生』（1890年5月 - 1892年12月）の後身とする説明もある。
過渡的に、初め2号の誌名は『女学雑誌文学界』で、4号までの発行所は女学雑誌社で、以降、文学界雑誌社発行となった。創刊号の巌本の『文章道』は、同人に不評だった。
『文学界』は、尾崎紅葉の硯友社派、坪内逍遙の早稲田派・森鷗外の千駄木派・幸田露伴の根岸派などとは馴染めぬ、ロマン主義派の産声だった。創刊号の2500部は売り切れた。
1894年5月、北村透谷を喪った。
島崎藤村は『早春』や『飯倉便り』の中で文学界を回想し、大意次のように三区分している。
中世から近代初めの古典の探求に踏み出した、第1期。
宗教と芸術との融和に苦しんだ。北村透谷の『人生に相渉るとは何の謂ぞ』『内部生命論』、平田禿木の『吉田兼好』など。
キリスト教的世界観の圧迫から脱け出し、ルネサンス探求に向かった、第2期。
上田敏の『美術の翫賞』などの芸術至上主義。戸川秋骨の『文学復興期の事を想ふ』などのルネサンス研究。樋口一葉の諸作。
仲間が思い思いに歩み出した、第3期。
島崎藤村の（のちに若菜集にまとめられた）新体詩群。田山花袋、松岡国男らの寄稿。
仲間が思い思いに歩み出し、1897年8月、11月、12月号を休刊し、1898年1月号で終わった。
樋口一葉を文学界に仲介したのは、三宅花圃という。1893年3月、平田禿木が先ず一葉を訪ね、『雪の日』を3月号に載せた。戸川秋骨、馬場孤蝶も仲良くなり、適当に鼻の下を長くしたらしい。ただし、一葉の全作品が『文学界』に載ったのではない。

## 掲載稿（抄）
筆者は五十音順。（ ）内のたとえば（1893.1）は、『西暦1893年の1月号に掲載』の意。
- 巌本善治：『文章道』（1893.1)。
- 上田敏：『美術の翫賞』（1895.5)。『ダンテ・アリギエリ』（1896.8)。
- 大野洒竹：『北枝発句集』（1894.2)。『夜半翁蕪村』（評論)(1894.7)。『蕪吟』（1894.8)。『石百句』（1894.10)。『恋の文づくし』（1894.10)。『草庵漫唫』（1894.12)。『漫吟』（1895.3)。『庵中自適』（1895.4)。『談林俳家伝系』（評論)(1895.9)。『漫吟』（1895.12)。『絃のひびき』（1896.1)。『春雨集』（1896.3)。『湖心亭の記』（1896.8)。『漁翁の娘』（1896.9)。『一壺天』（1897.2)。『朝思夜想』（1897.2)。『梅翁宗因』（評論)(1898.1)。
- 北村透谷：『富嶽の精神を想ふ』（1893.1)。『人生に相渉るとは何の謂ぞ』（山路愛山との論戦)(1893.2)。『内部生命論』（前同)(1893.5)。『賤事業辯』（1893.5)。『弔歌桂川を評して情死に及ぶ』（1893.7)。『眠れる蝶』（詩)(1893.9)。『漫罵』（1893.10)。『露のいのち』（詩)(1893.11)。『劇詩の前途如何』（1893.12)。『髑髏舞』（詩)(1894.5)。
- 島崎藤村：『悲曲 琵琶法師』（韻文体戯曲)(1893.1 - 5)。『馬上、人世を懐ふ』（西国紀行)(1893.2)。『石山寺へ「ハムレット」を納むるの辞』（紀行)(1893.2)。『かたつむり』（紀行)(1893.3)。『人世の風流を懐ふ』（紀行)(1893.4)。『茶丈記』（紀行)(1893.7)。『朱門のうれひ』（戯曲)(1893.8)。『なりひさご』（小説)(1893.9 - 10)。『茶のけむり』（戯曲)(1893.9 - 10)。『硯友社』（1893.11)。『忍岡演奏会』（1894.4)。『山家ものがたり』（1894.6)。『葛の葉』（未完小説)(1895.2)。『聊か思ひを述べて今日の批評家に望む』（評論)(1895.5)。『藍染川』（戯曲)(1895.10)。『西花余香』（1896.5増刊)。『草影虫語』（新体詩、「流星」「かもめ」「昼の夢」「俊の音」ほか)(1896.9)。『一葉舟』（新体詩、「強敵」「別離」「望郷」)(1896.10)。『秋の夢』（新体詩、「傘のうち」「鶏」ほか)(1896.11)。『うすごほり』（新体詩、おえふ、おきぬ、おさよ、おくめ、おつた、おきく)(1896.12)。『天馬』（新体詩)(1897.1)。『うたゝね』（のちの『合唱』)(新体詩、「暗香」「蓮花舟」「葡萄の樹のかげ」「高楼」)(1897.3)。『告別の辞』（1898.1)。
- 田山花袋：『北村透谷を悼む短歌』（1894.6)。『野燈』（小説)(1895.8)。『林の少女』（小説)(1895.9)。『吾妻川』（小説)(1896.3)。『あづま山』（1896.5増刊)。『かくれ沼』（小説)(1897.7、10、1898.1)。
- 戸川残花：『明智光秀』（小説)(1893.4)。『桂川 - 情死を弔ふ歌』（1893.6)。『静御前』（1893.7)。『月はおのれ、江戸の大名小路をよぎりて』（1893.9)。『新方丈の室』（1893.10)。『深草の元政』（伝記)(1893.12、1894.2)。『知らぬ』（1894.4)。『北村透谷君をいたみて』（1894.5)。『塙団右衛門』（伝記)(1894.7)。『題知らず』（短歌24首)(1894.8)。『真美人ーしづの女』（1894.12)。『法然上人』（伝記)(1895.1 - 6)。『をりふしによめる歌』（短歌26首)。（1895.3)。『一年は夢の間にすぎぬ今日は北村透谷ぬしの世を去り給ひし日なりと思ひ出でゝよめる』（詩七篇)(1895.5)。『月かげ』（3短編)(1895.7、8)。『牡丹花老人』（1895.9)。
- 戸川秋骨：『英国騒壇の女傑、ジョージ・エリオット』（1893.3)。『花幻』（1893.4)。『俳人の性行を想ふ』（1893.5)。『山家漫言』（1893.9)。『ゲーテの小河の歌を読む』（1893.11)。『変調論』（1894.1)。『花のゆくゑ』（1894.2)。『活動論』（1894.2)。『迷夢』（1894.8)。『罔影録』（1894.10)。『秋窓夜話』（1894.11)。『自然私感』（1895.1)。『歌祭文の曲を聴く』（1895.3)。『気焔何処にある』（1895.7)。『松風』（1895.8)。『文芸復興期の事を想ふ』（ダンテ紹介)(1895.9)。『夕顔及び玉かつらの巻』（1895.11)。『近年の文海に於ける暗潮』（1896.1)。『似太利盛時の文学』（1896.5増刊)。『恋愛の辞』（随筆)(1896.6)。『書窓月夜の辞』（1896.9)。『オウィッドと自然界』（1896.10)。『懐旧』（1897.1)。『薄運』（1897.2)。『プローヴァンスの恋歌』（1897.3)。『暮春の辞』（1897.5)。『イスラエル文学の詩趣（其の一）』（1897.7)。『利根の川風』（1897.10)。『塵窓余談』（1898.1)。
- 馬場孤蝶：『酒匂川』（新体詩)(1893.11)。『想界漫渉』（随筆)(1893.12)。『片羽のをしどり』（小説)(1894.1)。『流水日記』（小説)(1894.3 - 6、8)。『破れ三味線』（詩)(1894.9)。『みをつくし』（小説)(1894.9 - 12)。『孤雁』（詩)(1894.11)。『かれ野』（詩)(1895.1)。『すりごろも - 別れ路』（詩)(1895.3)。『湖泊堂を悼む』（1895.4)。『かたみの絵姿』（翻訳、著者不詳)(1895.6)。『我おもしろの記』（1895.7)。『蝶を葬るの辞』（随筆)(1895.8)。『柴刈る童』（短編)(1896.1)。『雪の朝』（短編)(1898.1)。『みちしば・磯屋のけぶり』（詩)(1898.1)。
- 樋口一葉、『雪の日』（1893.3)。『琴の音』（1893.12)。『花ごもり』（1894.2 - 4)。『暗夜』（1894.6 - 11)。『大つごもり』（1894.12)。『たけくらべ』（1895.1 - 1896.1)。『あきあはせ』（1896.5増刊)。
- 平田禿木：『吉田兼好』（1893.1)。『鬱孤洞漫言』（1893.3)。『知心影に題す』（1893.3)。『暮行く春の姿を惜しむ』（1893.4)。『グレー氏春の歌評釈』（1893.4)。『グレー氏風雅の歌』（1896.6)。『気運已むべからず』（1893.8)。『雨の夜のうれひ』（1893.8)。『うすむらさき』（1893.12)。『おも影』（1893.12)。『スミルナの花』（アンデルセンの童話)(1894.1)。『薄命記』（1894.3)。『草堂書影』（1894.4)。『蝉花子を弔ふ』（1894.5)。『三日風流』（1894.7 - 8)。『作家某に與ふるの書』（上田敏への共鳴と島崎藤村批判)(1895.5)。『ウヰンケルマンの事を述ぶ』（1895.8)。『ベアトリチェ（其一）』（ランドー（Walter Savage Landor）作の翻訳)(1895.12)。『さゝ舟を読む』（1896.1)。（ダンテの）『地獄の巻の一節』（1896.5増刊)。『アスペシア』（ランドー作の翻訳)(1896.6)。『ダンテが後年の事を記す』（1896.9)。『モオリス、ド、ゲェラン』（Maurice de Guérin)(評伝)(1896.11)。『ル・サントール（Le Centaure）』（ゲェラン作の全訳)(1896.11)。『南欧詩影』（1897.2)。『似太利初代の叙情詩』（1897.4)。『なかたがひ』（1897.4)。『神曲余韻』（1897.5)。『たまくら』（アルフォンス・ドーデ作の翻訳)(1897.6、7、9)。『似太利に於ける神曲註疎の事を記す』（1897.9)。
- 星野天知：『阿仏尼』（1893.1)。『茶祖利休居士』（1896.2)。『観音夢』（1896.3)。『五禿顱の贊』（1896.3)。『対茶寂話』（1893.4)。『狂僧志道軒』（1893.5)。『骨堂に有限を観ず』（1893.6)。『袈裟女を弔ふ』（1893.7)。『嫖蕩児を愍れみ柳里恭を喚ぶ』（1893.9)。『月に瞑して塙検校を追ふ』（1893.10)。『猩舞』（1893.11)。『ねざめごと』（1893.11)。『白露の夢』（1893.12)。『夕顔ぐるひ』（1894.1)。『翁のざれごと』（1894.2)。『狂ひのいのり』（1894.5)。『夢みぐさ』（1894.5)。『地獄の旅』（1894.7)。『清少納言のほこり』（1894.7)。『紅閨の燈火』（1894.9)。『菅笠売り』（1894.10)。『業平朝臣東下りの姿』（1894.12)。『千代の句集を読みて』（1895.6)。『こよひの柳影』（1895.7)。『桂のしづく』（1895.8)。『磯物語』（1895.9、10)。『末摘花』（1895.12、96.1)。『熊に喰はれた男』（1896.2)。『旅のつづれ』（1896.7、8)。『廃刊告別』（1898.1)。『女の子うみたる人の其友へ返しすとて』（1898.1)。
- 松岡国男、『まとのともし火』（短歌)(1895.10)。『利根の夜船』（小品)(1896.2)。「約20篇の詩」（1896.4 - 1897.5)。